# هیروشی واتانابه (انیماتور)
هیروشی واتانابه (انگلیسی: Hiroshi Watanabe؛ زادهٔ ) کارگردان فیلم، و پویانما اهل ژاپن است.